# Emersacker
Emersacker è un comune tedesco di 1 422 abitanti, situato nel land della Baviera.